# Fugleæg
Alle fugle (Aves) lægger æg, fugleæg, men størrelse, farve og form er meget varierende fra art til art. Læren om fugleæg hedder oologi.

## Frigørelse af æg
Hunfuglens æggestokke indeholder alle de ægceller hun nogensinde vil få, fra hun klækkes. Æggestokken begynder at omdanne ægceller til blomme, når hun er moden. Med det rette lysforhold stimulerer hormoner ægcellen til at optage næring og udvikle sig til blomme. Derefter frigøres blommen fra æggestokken og fortsætter gennem æggelederen mod kloakåbningen. Inden det lægges bliver hviden og skallen tilføjet. Denne proces tager omtrent 24 timer, hos en domesticeret høne.
Er ægget blevet befrugtet vil det starte udviklingen så snart hunnen sidder på ægget. Er ægget ikke befrugtet, vil det gå i forrådnelse.
Hunnen lægger ét æg om dagen, men hos nogle arter kan der gå flere dage imellem æglægningen. Har hunnen lagt hele kuldet, vil hun begynde at udruge dem.
Inkubationstiden afhænger af arten, men hos høns varer den 21 dage.

## Klækning
De vener, som har forsynet kyllingen med ilt, svinder ind og ungen prikker hul i luftcellen, som ligger i den tykke ende af ægget. Her tager kyllingen dens første åndedrag. Derefter kan der gå op til 24 timer før den er helt ude af ægget. Når kyllingen er klækket, behøver den ikke føde i det næste døgn, da den stadig har blomme inde i sig. Den vil absorbere denne blomme, før den vil begynde at æde.